# Holophagae
Holophagae es una clase de bacterias gramnegativas del filo Acidobacteriota. Fue descrita en el año 2008. Se compone de 3 órdenes. Contiene especies tanto aerobias como anaerobias, de movilidad variable e incluso alguna termófila. Se encuentran en suelos, sedimentos, fondos marinos y asociadas a animales marinos. 

## Taxonomía
Actualmente se compone de 3 órdenes, con 6 géneros en total:
- Orden Acanthopleuribacterales
  - Familia Acanthopleuribacteraceae
    - Género Acanthopleuribacter
    - Género Sulfidibacter
- Orden Holophagales
  - Familia Holophagaceae
    - Género Geothrix
    - Género Holophaga
    - Género Mesoterricola
- Orden Thermotomaculales
  - Familia Thermotomaculaceae
    - Género Thermotomaculum